# Lip Sync Battle
Lip Sync Battle is een Amerikaans muziekprogramma, bedacht door John Krasinski en Stephen Merchant, en gepresenteerd door rapper/acteur LL Cool J, en model/televisiepersoonlijkheid Chrissy Teigen. Het werd geïntroduceerd als terugkerend onderdeel bij Late Night with Jimmy Fallon en later The Tonight Show Starring Jimmy Fallon, voordat het een aparte show werd.
Op 22 september 2020 werd aangekondigd dat de serie zou verhuizen naar een ander ViacomCBS-netwerk als onderdeel van de geplande verschuiving van het Paramount Network naar films.

## Afleveringen

### Seizoen 1 (2015)
De namen van de winnaars zijn vetgedrukt.
1. Dwayne Johnson vs. Jimmy Fallon
2. Common vs. John Legend
3. Anne Hathaway vs. Emily Blunt
4. Anna Kendrick vs. John Krasinski (met gastverschijning van Jennifer Lopez)
5. Terry Crews vs. Mike Tyson
6. Hoda Kotb vs. Michael Strahan (met gastverschijning van Bel Biv DeVoe)
7. Stephen Merchant vs. Malin Åkerman
8. Julianne Hough vs. Derek Hough (met gastverschijning van Meghan Trainor)
9. Sandra Denton (Pepa) vs. Cheryl James (Salt)
10. Queen Latifah vs. Marlon Wayans
11. Alison Brie vs. Will Arnett
12. Deion Sanders vs. Justin Bieber
13. Willie Geist vs. Andy Cohen
14. Gregg Sulkin vs. Victoria Justice
15. Ilana Glazer vs. Abbi Jacobson
16. Iggy Azalea vs. Nick Young
17. Terrence Howard vs. Taraji P. Henson (deel 1) (met gastverschijning van Mary J. Blige)
18. Terrence Howard vs. Taraji P. Henson (deel 2)

### Kerstspecial (2015)
Joseph Gordon-Levitt vs. Anthony Mackie
(met gastverschijning van Seth Rogen en Run-D.M.C.)
Het openingslied van deze special is "Christmas Tree" door Lady Gaga en Space Cowboy.

### Seizoen 2 (2016)
De namen van de winnaars zijn vetgedrukt.
1. Channing Tatum vs. Jenna Dewan-Tatum (gelijkspel) (met gastverschijning van Quentin Tarantino, Adam Rodriguez, Paula Abdul, Eva Longoria en Beyoncé)
2. Olivia Munn vs. Kevin Hart (met gastverschijning van Big Show, Chanel Iman, Charlotte McKinney en Jaime King)
3. Tracee Ellis Ross vs. Anthony Anderson
4. Josh Gad vs. Kaley Cuoco (met gastverschijning van Johnny Galecki)
5. Tim Tebow vs. Nina Dobrev
6. Eva Longoria vs. Hayden Panettiere (met gastverschijning van Christina Aguilera)
7. Gabriel Iglesias vs. Randy Couture
8. Gigi Hadid vs. Tyler Posey (met gastverschijning van Backstreet Boys-leden AJ McLean en Nick Carter)
9. Sonequa Martin-Green vs. Lauren Cohan
10. Katharine McPhee vs. Jason Derülo
11. NeNe Leakes vs. Todd Chrisley
12. Clark Gregg vs. Hayley Atwell (met gastverschijning van Jennifer Grey)
13. Jim Rash vs. Joel McHale
14. Snoop Dogg vs. Chris Paul (met gastverschijning van DeAndre Jordan)
15. Gina Rodriguez vs. Wilmer Valderrama
16. Josh Peck vs. Christina Milian
17. Cee Lo Green vs. Russell Peters (met gastverschijning van Mini Kiss)
18. Shaquille O'Neal vs. Shaquille O'Neal
19. Zoë Saldana vs. Zachary Quinto (met gastverschijning van Cindy Crawford, Tionne "T-Boz" Watkins en Rozonda "Chilli" Thomas)
20. Michael Shannon vs. Rachel Bloom

### Live special (2016)
Terry Crews vs. Olivia Munn vs. John Legend vs. Michael Phelps
(met gastverschijning van Stephen Merchant, Simone Biles, Alexandra Raisman en Stevie Wonder)

### Seizoen 3 (2016-2017)
1. Ben Kingsley vs. John Cho
2. America Ferrera vs. Amber Tamblyn
3. Samira Wiley vs. Laverne Cox (met gastverschijning van Naughty by Nature en de UCLA Bruin Marching Band)
4. Lupita Nyong'o vs. Regina Hall
5. Rob Riggle vs. Jeff Dye
6. Sam Richardson vs. T.J. Miller
7. Dustin Lynch vs. Cassadee Pope (met gastverschijning van Brendon Urie - het openingslied van deze aflevering is "Run, Run Rudolph")
8. Don Cheadle vs. Wanda Sykes (met gastverschijning van Ma$e)
9. Craig Ferguson vs. Jay Leno
10. Milla Jovovich vs. Ruby Rose
11. Ray Lewis vs. Tony Gonzalez (met gastverschijning van Nelly)
12. Sarah Hyland vs. DeAndre Jordan (met gastverschijning van Nicole Scherzinger)
13. Ricky Martin vs. Kate Upton
14. Taye Diggs vs. Ne-Yo
15. Nicole Richie vs. John Michael Higgins
16. Tom Holland vs. Zendaya (met gastverschijning van John Legend)
17. Matt McGorry vs. Bellamy Young
18. Bryshere Gray vs. Rumer Willis
19. De cast van Stranger Things (Finn Wolfhard, Noah Schnapp, Gaten Matarazzo en Caleb McLaughlin)
20. Skylar Astin vs. Metta World Peace
21. Danielle Brooks vs. Uzo Aduba (met gastverschijning van Rachel Platten)
22. Ashley Graham vs. Jermaine Fowler
23. Nick Swardson vs. Theresa Caputo
24. David Spade vs. Nina Agdal

### Hip Hop special (2017)
Remy Ma vs. T-Pain vs. Anika Noni Rose vs. Jay Pharoah

### Soul Trainspecial (2017)
Loni Love vs. Tank vs. Macy Gray vs. Keyshia Cole
(met gastverschijning van Bobby Brown)

### Michael Jackson celebration (2018)
Neil Patrick Harris vs. Laverne Cox vs. Taraji P. Henson vs. Hailee Steinfeld
(deze special is live opgenomen in het Dolby Theatre)
(met gastverschijning van John Legend, Luna Stephens en Nuno Bettencourt)
(de eerste aflevering die wordt uitgezonden vanuit het onlangs opnieuw gelanceerde Paramount Network)